# Casey (Illinois)
Pour les articles homonymes, voir Casey.
Casey est une ville des comtés de Cumberland et Clark dans l'Illinois, aux États-Unis,.
Elle est située entre Greenup, à l'ouest, et Martinsville, à l'est. Elle est incorporée le 25 mai 1876.

## Source de la traduction
- (en) Cet article est partiellement ou en totalité issu de l’article de Wikipédia en anglais intitulé « Casey, Illinois » (voir la liste des auteurs).